# Bangladeschische Cricket-Nationalmannschaft in den Vereinigten Arabischen Emiraten in der Saison 2022/23
Die Tour der bangladeschischen Cricket-Nationalmannschaft in die Vereinigten Arabischen Emirate in der Saison 2022/23 fand vom 25. bis zum 27. September 2022 statt. Die internationale Cricket-Tour war Bestandteil der Internationalen Cricket-Saison 2022/23 und umfasste zwei Twenty20s. Bangladesch gewann die Serie 2–0.

## Vorgeschichte
Für beide Mannschaften war es die erste Tour der Saison.

## Stadien
Das folgende Stadion wurde für die Tour als Austragungsort vorgesehen.
| Stadion                             | Stadt | Kapazität | Spiele      |
| ----------------------------------- | ----- | --------- | ----------- |
| Dubai International Cricket Stadium | Dubai | 25.000    | 1. & 2. ODI |

## Kaderlisten
Die Mannschaften benannten die folgenden Kader.
| T20 | T20 |
| Ver. Arab. Emirate | Bangladesch |
| --- | --- |
| - Chundangapoyil Rizwan (K) - Vriitya Aravind (VK, wk) - Sabir Ali - Kashif Daud - Zawar Farid - Basil Hameed - Aayan Afzal Khan - Zahoor Khan - Aryan Lakra - Karthik Meiyappan - Ahmed Raza - Alishan Sharafu - Junaid Siddique - Chirag Suri - Muhammad Waseem | - Nurul Hasan (K, wk) - Afif Hossain - Ebadot Hossain - Hasan Mahmud - Litton Das (wk) - Mehidy Hasan Miraz - Mohammad Saifuddin - Mosaddek Hossain - Mustafizur Rahman - Najmul Hossain Shanto - Nasum Ahmed - Rishad Hossain - Sabbir Rahman - Shoriful Islam - Soumya Sarkar - Taskin Ahmed - Yasir Ali |

## Twenty20 Internationals

### Erstes Twenty20 in Dubai
| 25. September Scorecard | Dubai | Bangladesch 158-5 (20)         | – | Ver. Arab. Emirate 151 (19.4) |
|                         |       | Bangladesch gewinnt mit 7 Runs |   |                               |

Die Vereinigten Arabischen Emirate gewannen den Münzwurf und entschieden sich als Feldmannschaft zu beginnen. Für Bangladesch konnte Eröffnungs-Batter Mehidy Hasan Miraz mit dem dritten Schlagmann Litton Das eine erste Partnerschaft aufbauen. Das schied nach 13 Runs aus und wurde durch Afif Hossain ersetzt. Miraz verlor sein Wicket nach 12 Runs und Hossain bildete zusammen mit Nurul Hasan eine Partnerschaft, mit der er das innings ungeschlagen beendete. Hossain erzielte dabei ein Half-Century über 77* Runs, Hasan 35* Runs. Bester Bowler der Vereinigten Arabischen Emirate war Karthik Meiyappan mit 2 Wickets für 33 Runs. Für die Vereinigten Arabischen Emirate bildeten die Eröffnungs-Batter Muhammad Waseem und Chirag Suri eine erste Partnerschaft. Waseem schied nach 15 runs aus und wurde durch Aryan Lakra ersetzt. Suri konnte bis zu seinem Ausscheiden 39 Runs erzielen, bevor kurz darauf Lakra nach 16 Runs ausschied. Daraufhin konnte Vriitya Aravind 16 Runs erzielen. Es folgte Aayan Afzal Khan, der sich etablieren konnte und an seiner Seite erreichte Karthik Meiyappan 12 Runs. Khan bildete zusammen mit Junaid Siddique eine letzte Partnerschaft, wobei Khan nach 25 Runs sein Wicket verlor und Siddique dann nach 11 Runs ausschied. Dies reichte jedoch nicht um die Vorgabe einzuholen. Beste bangladeschische Bowler waren Mehidy Hasan Miraz mit 3 Wickets für 17 Runs und Shoriful Islam mit 3 Wickets für 21 Runs. Als Spieler des Spiels wurde Afif Hossain ausgezeichnet.

### Zweites Twenty20 in Canberra
| 27. September Scorecard | Dubai | Bangladesch 169-5 (20)          | – | Ver. Arab. Emirate 137-5 (20) |
|                         |       | Bangladesch gewinnt mit 32 Runs |   |                               |

Die Vereinigten Arabischen Emirate gewannen den Münzwurf und entschieden sich als Feldmannschaft zu beginnen. Für Bangladesch bildeten Mehidy Hasan Miraz und Sabbir Rahman eine erste Partnerschaft. Rahman schied nach 12 Runs aus und an der Seite von Miraz erreichten Litton Das 25 Runs und Afif Hossain 18 Runs. Daraufhin konnte Miraz zusammen mit Mosaddek Hossain eine weitere Partnerschaft bilden, bevor er nach 46 Runs sein Wicket verlor. Er wurde gefolgt durch Yasir Ali. Hossain schied nach 27 Runs aus und Ali konnte zusammen mit Nurul Hasan das Innings beenden. Ali erreichte dabei 21* Runs und Hasan 19 Runs. Bester Bowler der Vereinigten Arabischen Emirate war Aayan Afzal Khan mit 2 Wickets für 33 Runs. Für die Vereinigten Arabischen Emirate erreichte der Eröffnungs-Batter Muhammad Waseem 18 Runs. Nach dem Verlust mehrerer Wickets konnte Chundangapoyil Rizwan zusammen mit Basil Hameed eine Partnerschaft aufbauen. Hameed schied nach 42 Runs aus, während Rizwan das Innings ungeschlagen mit einem Fifty über 51 Runs beendete, was jedoch nicht ausreichte, um die Vorgabe einzuholen. Bester bangladeschischer Bowler war Mosaddel Hossain mit 2 Wickets für 8 Runs. Als Spieler des Spiels wurde Mehidy Hasan ausgezeichnet.

## Auszeichnungen

### Player of the Series
Als Player of the Series wurden der folgende Spieler ausgezeichnet.
| Serie    | Player of the Series |
| -------- | -------------------- |
| Twenty20 | –                    |

### Player of the Match
Als Player of the Match wurden die folgenden Spieler ausgezeichnet.
| Spiel       | Player of the Match |
| ----------- | ------------------- |
| 1. Twenty20 | Afif Hossain        |
| 2. Twenty20 | Mehidy Hasan        |